# Zapora w Memfis
Zapora wodna w Memfis – niezachowana zapora wodna zlokalizowana w pobliżu miasta Memfis w Starożytnym Egipcie. 
Zapora jest najstarszym dziełem tego typu, o którym dochowały się informacje. Została zbudowana około 2900 roku p.n.e. Miała około 20 metrów wysokości i 450 metrów długości. Wykonano ją z muru kamiennego. Magazynowała wodę dla potrzeb mieszkańców miasta Memfis.